# Абелам
Абела́м — папуаський народ, що мешкає на північному сході Папуа Нової Гвінеї, на північний захід від середньої течії річки Сепік. Виділяються етнографічні групи: північна (мапрік) і південна (возера). Загальна чисельність — понад 70 тисяч осіб (станом на 1992 рік).
Розмовляють на мові абелам середньосепіцької групи сім'ї сепік-раму. Діалекти: мапрік, власне абелам і возера. Поширені також ток-пісін, англійська мова. Абелам — християни (католики і протестанти), зберігаються традиційні вірування.
Основа господарства — ручне підсічно-вогневе землеробство (ямс, таро, банани, кокосова і арекова пальми, цукрова тростина), розведення свиней, курей, добування саго. Займаються збиральництвом, а також полюванням на диких свиней, деревного кенгуру, казуара, летючих собак і птахів. Величезну роль в культурі займає вирощування ямсу, зокрема його гігантських форм. Основна зброя — спис, лук. З ремесел розвинені плетіння, виготовлення тапи, ліпної кераміки, різьблення по дереву і кісці.

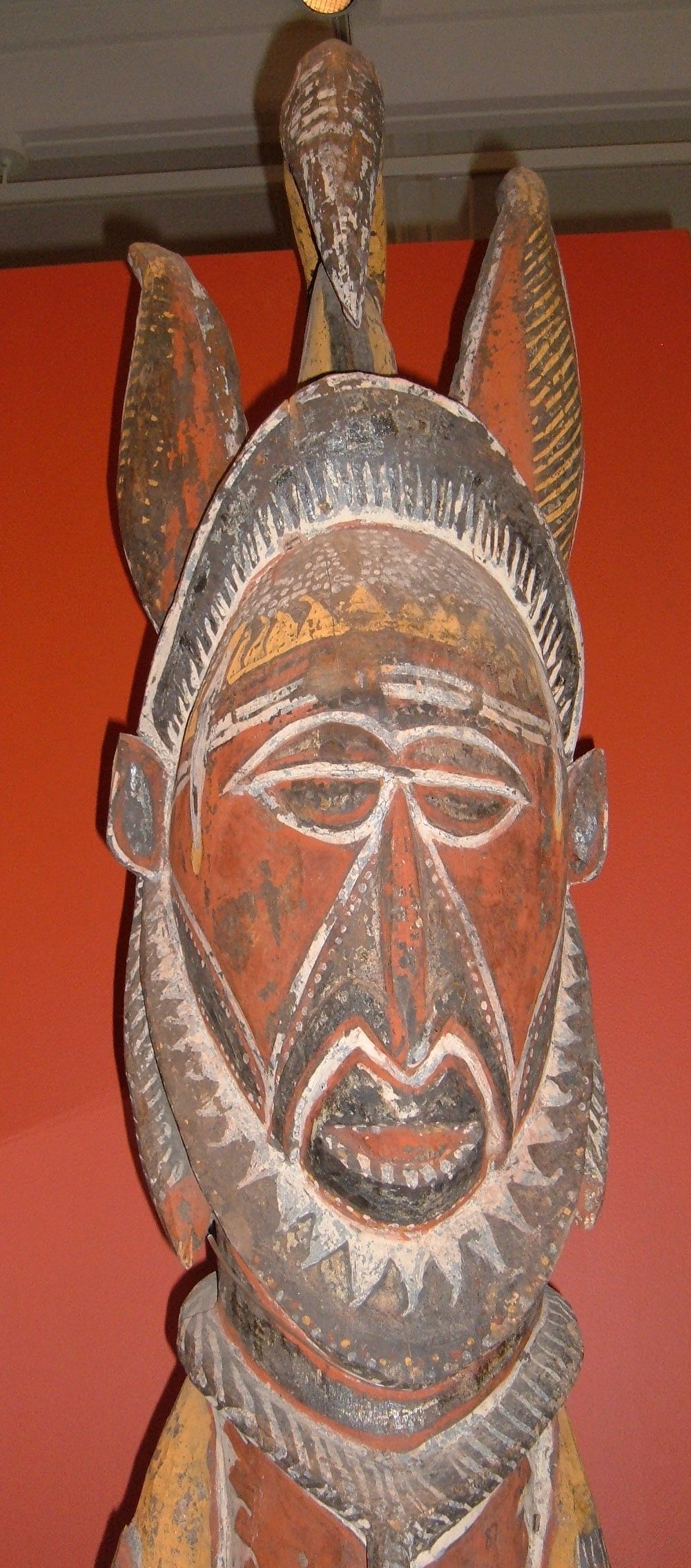
фігура предка

Поселення північних абелам розташовуються на вершинах пагорбів, витягнутих уздовж головної вулиці. Будинки наземні, каркасно-стовпової конструкції, з дахами до землі з листя сагової пальми. Південні абелам живуть на рівнинах в пальових будинках. Громадський і культовий центр поселення — чоловічий будинок (тамбаран, на мові ток-пісін) і площа перед ним (амай). Трикутний фасад тамбарану, що досягає 30 метрів висоти, прикрашений панно, розписаним мінеральними фарбами (жовта, червона, чорна і біла) на проґрунтованих глиною піхвах листа саговаї пальми. Балки і стовпи чоловічого будинку представляють різьблені багатофігурні композиції, що зображують предків.
Система спорідненості ірокезького типу. Діляться на патрилінійні тотемичні клани (кум, гем), що не мають спадкових вождів. Лідерство в клані визначається особистими перевагами. Чоловіки села діляться на дві групи (ара) ритуальних партнерів по церемоніальному обміну ямсом і свинями. Чоловіки однієї ара проводять ініціації підлітків інших ара. Сім'я моногамна. Допускається полігінія.
Чоловіки носили фалокрипт, жінки ходили оголеними; святковий чоловічий одяг — спідничка з забарвлених рослинних волокон, плетені і раковинні браслети (ручні і ніжні), сережки, гребені, головні прикраси з пір'я казуара або плетені, намиста з квітів, плодів, раковин; поширене фарбування обличчя і тіла. Святковий чоловічий одяг — шматок білої тапи і плетена сумка, що кріпиться до голови, розшита кільцями з раковин. Основа їжі — рослинна.